# جين ويليس
جين ويليس (بالإنجليزية: Jeanne Willis)‏ هي كاتِبة بريطانية، ولدت في 5 نوفمبر 1959.